# Bossoroca
Bossoroca é um município brasileiro do estado do Rio Grande do Sul.
Situada a pouco mais de 500 km de porto Alegre, a cidade é terra natal do poeta Jayme Caetano Braun e do político Olívio Dutra. Se localiza na região do estado intitulada Sete Povos das Missões.

## Geografia
Bossoroca está localizado no noroeste da região Sul do Brasil, na latitude de 28º43’48” Sul e longitude de 54°54’00” Oeste.
Sua área municipal totaliza 1 596,219 km². A área urbana é de 2,1 km².
Pertence à Mesorregião do Noroeste Rio-Grandense e à Microrregião de Santo Ângelo.

## Etimologia
Os termo bossoroca (ou voçoroca) têm origem no termo tupi antigo ybysoroka, que significa "terra rasgada" (yby, "terra" + sorok, "rasgar-se, romper-se" + a, sufixo substantivador), isso porque na região ocorre muito esse fenômeno.

## História
Até meados do século XVII, os guaranis eram senhores da região. A partir daí, brotaria o ciclo da civilização jesuítica/guaranítica (1662 – 1757), introduzindo a cultura europeia na região. Durante o período, Portugal e Espanha digladiavam-se pela posse da região chamada de "Estâncias de São Tomé". A solução do confronto territorial levou à extinção do projeto de colonização jesuíta, permanecendo a região semiabandonada por quatro décadas. Em 1801, o aventureiro Borges do Canto tomou posse definitiva dos Sete Povos das Missões para Portugal, integrando-a à comarca gaúcha de Rio Pardo. A mesopotâmia entre os rios Inhacapetum, Icamaquã, Piratini e Uruguai, onde depois surgiria Bossoroca, passou a se denominar Rincão do Icamaquã.
Em 1810, as províncias tornaram-se independentes e, em 1816, o até então "Sete Povos" do território missioneiro foi fracionado em freguesias. Os campos de Bossoroca permaneceram como parte da freguesia de São Borja. Em 1834, a freguesia passou a vila, e Bossoroca a 4º distrito da mesma.
Entre 1800 e 1830, com a concessão de sesmarias de campos pelo governo português, chegou um dos pioneiros ao distrito, José Fabrício da Silva, que acampou no local logo apelidado de Igrejinha. Este nome generalizou-se e passou a identificar o distrito. A origem do nome se deve à morte de um dos filhos de José Fabrício da Silva, o qual foi sepultado no campo, em túmulo semelhante a uma pequena igreja, tornando-se, então, referência geográfica.
Na Igrejinha, pernoitavam carreteiros, tropeiros e viajantes, pois o local oferecia abrigo e boa aguada, além de ficar próximo a estrada geral. A vertente d'água ficava dentro de enorme barroca, a qual os nativos chamavam iby-soroc - "boçoroca". O quarto distrito, além de Igrejinha e Bossoroca, no futuro também teria os apelidos de Capão da União e Vila dos Cata-ventos.
Com a evolução administrativa de Bossoroca,São Luis Gonzaga passou a ser parte de Bossoroca. Quando o incipiente povoado contava com nove casas, recebeu impulso com trinta hectares doados pela viúva Paulina Alves Pereira à prefeitura para loteamento urbano (1938), sendo, então, criado o terceiro distrito, chamado de Igrejinha e logo alterado para Bossoroca. Gradualmente, ocorreu o loteamento da vila, com a construção de mais casas, ruas e praça.
Em 1952, formou-se uma comissão pró-emancipação, dirigida por Leoveral de Sousa Oliveira, Avelino Cardinal, Marcos Fabrício da Silva e João Cândido Dutra. A 4 de março de 1967, em sessão pública, ocorreu a instalação do município de Bossoroca. O presidente brasileiro Castelo Branco nomeou Avelino Cardinal interventor federal. Avelino recusou, sendo, então, nomeado João Candido Dutra. A primeira eleição para prefeito e vereadores deu-se em 15 de novembro de 1968, consolidando-se, então, o município de Bossoroca.

## Demografia
Bossoroca possuía em 2020 6.205 habitantes segundo estimativa do IBGE, e cerca de 4 hab./km².

### Filhos ilustres
- Noel Guarany, compositor
- Jayme Caetano Braun, poeta
- Olívio Dutra, político

## Organização Político-Administrativa
O Município de Bossoroca possui uma estrutura político-administrativa composta pelo Poder Executivo, chefiado por um Prefeito eleito por sufrágio universal, o qual é auxiliado diretamente por secretários municipais nomeados por ele, e pelo Poder Legislativo, institucionalizado pela Câmara Municipal de Bossoroca, órgão colegiado de representação dos munícipes que é composto por vereadores também eleitos por sufrágio universal.

### Relação de Prefeitos Municipais
- Lista de prefeitos de Bossoroca